# Guvernoratul Gharbia
Guvernoratul Gharbia (în arabă الغربية) este o unitate administrativă de gradul I, situată  în  partea de nord a Egiptului. Reședința sa este orașul Tanta.